# Seat Tarraco
Le Seat Tarraco est un SUV familial produit par le constructeur automobile espagnol Seat, dévoilé au public à l'occasion du Mondial Paris Motor Show 2018 et commercialisé fin 2018. Il rejoint l'Arona et l'Ateca dans la gamme des SUV Seat.

## Présentation
Seat a fait appel aux internautes pour décider du nom de son futur SUV. Après avoir fait des propositions, quatre noms (Alborán, Aranda, Avila et Tarraco) ont été retenus pour lesquels un vote est organisé pour désigner le nom définitif. C'est ainsi que Tarraco, nom d'une ancienne cité romaine devenue Tarragone, a remporté le plus grand nombre de suffrages (51 903 voix sur un total de 146 124).
Le Seat Tarraco inaugure la nouvelle identité stylistique de la marque avec une calandre au dessin hexagonal au lieu du modèle trapézoïdal de ses congénères. Il est produit à Wolfsburg en Allemagne, sur la même ligne que le Volkswagen Tiguan II.
En août 2019, Seat présente la version hybride rechargeable du Tarraco. Elle est équipée d'un moteur essence 1.4 TSI de 150 ch et d'un bloc électrique de 116 ch. Le tout développe une puissance de 245 ch. Seat présente également la finition sportive FR.
En mars 2022, le Tarraco abandonne les versions essence sur le marché français, avec la disparition des 2.0 TSI et 1.5 TSI.

## Caractéristiques techniques
Le Seat Tarraco est le premier SUV 7 places du constructeur espagnol. Il repose sur la plateforme modulaire MQB A-2 pour les grands modèles du groupe Volkswagen qu'il partage avec le Škoda Kodiaq et le Volkswagen Tiguan Allspace. Le Tarraco est très proche du Tiguan Allspace : il en reprend la structure et les portes avant.
La technologie 4Drive est intégrée sur toutes les versions à boite séquentielle 7 rapports. Le SUV fonctionne comme un véhicule à traction, et sur route difficile, le 4Drive enclenche une transmission intégrale et répartit la puissance de manière égale entre l'avant et l'arrière.

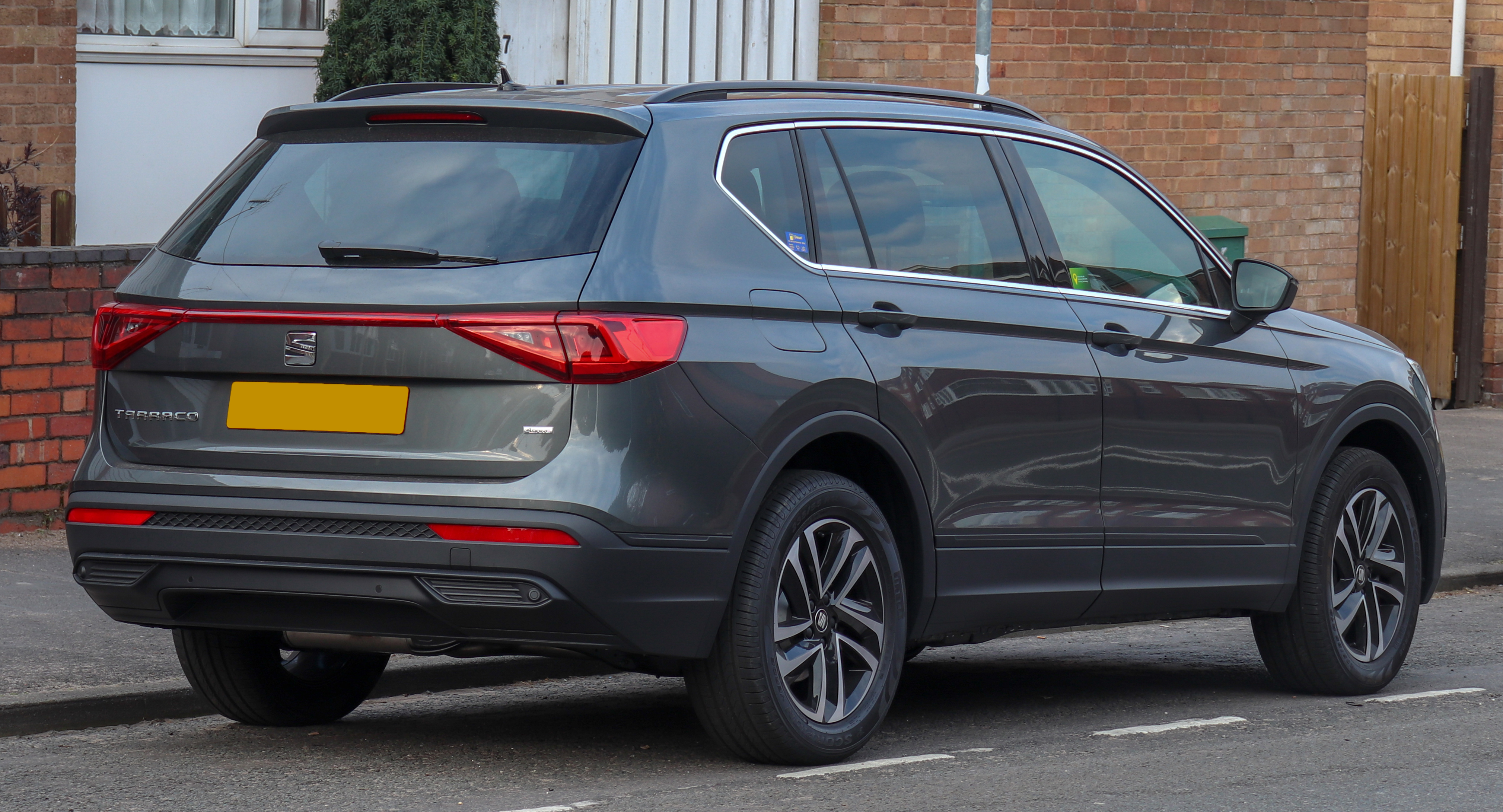
vue de l'arrière
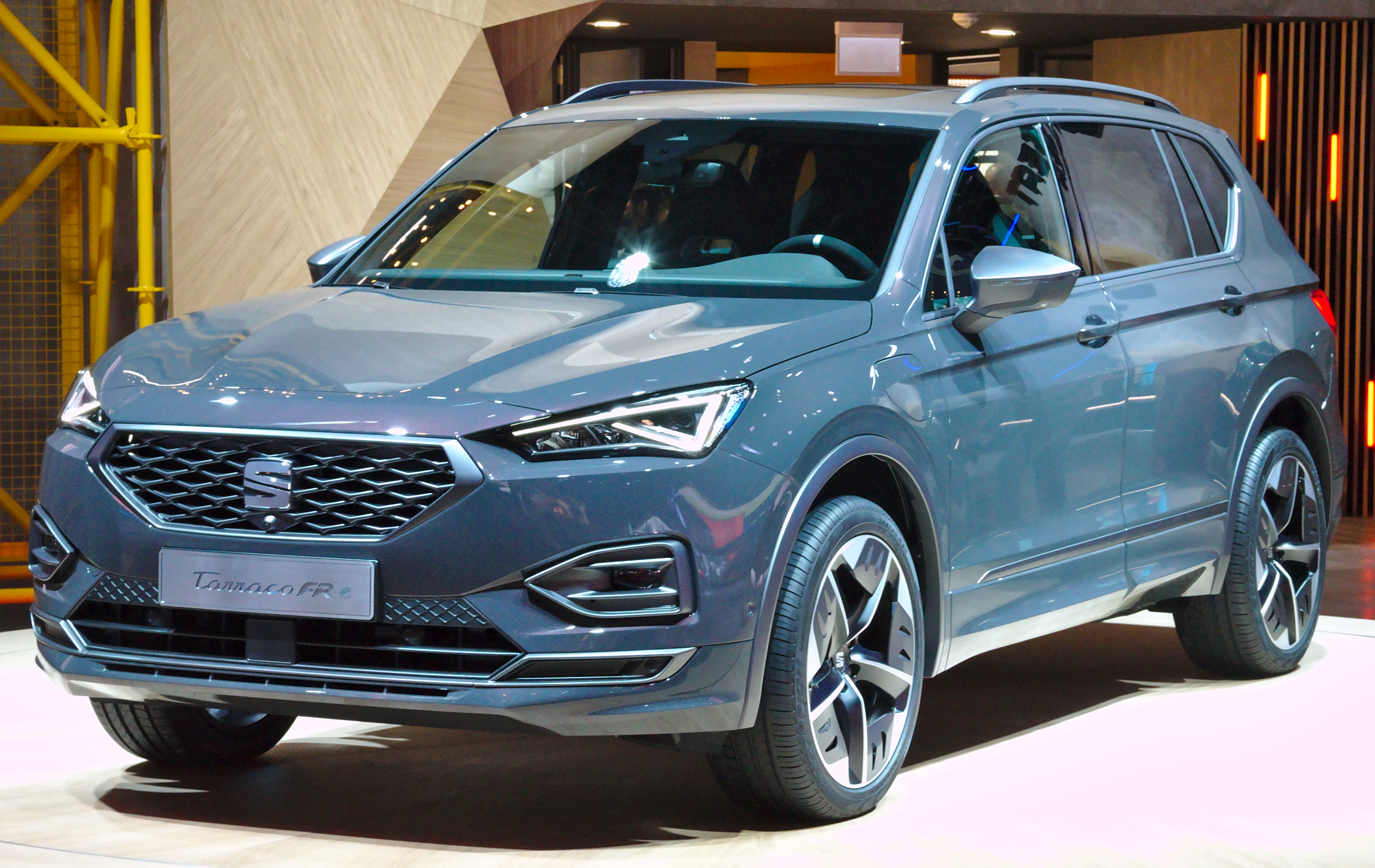
Seat Tarraco PHEV FR
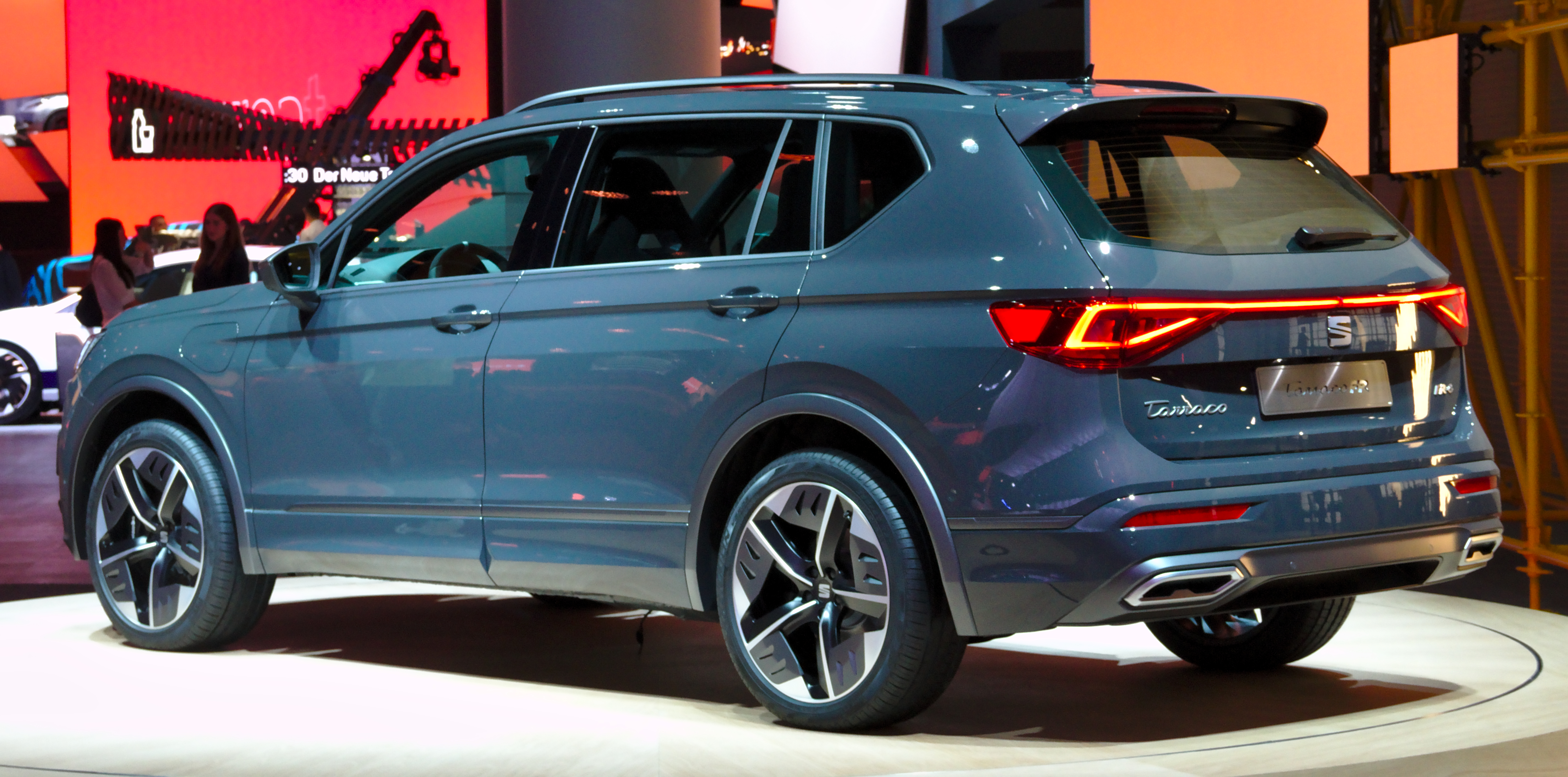
vue de l'arrière

### Motorisations
|                                                      | 1.5 TSI 150                  | 2.0 TSI 190 AWD                | 2.0 TDI 150                 | 2.0 TDI 150                    | 2.0 TDI 190 AWD                | 1.4 TSI PHEV                                                 |
| ---------------------------------------------------- | ---------------------------- | ------------------------------ | --------------------------- | ------------------------------ | ------------------------------ | ------------------------------------------------------------ |
| Moteur                                               | 4 cylindres en ligne essence | 4 cylindres en ligne essence   | 4 cylindres en ligne diesel | 4 cylindres en ligne diesel    | 4 cylindres en ligne diesel    | 4 cylindres en ligne hybride rechargeable essence/électrique |
| Admission                                            | Turbocompressé               | Turbocompressé                 | Turbocompressé              | Turbocompressé                 | Turbocompressé                 | Turbocompressé                                               |
| Cylindrée (cm3)                                      | 1 498                        | 1 984                          | 1 968                       | 1 968                          | 1 968                          | 1 498                                                        |
| Puissance maximale ch (kW)                           | 150                          | 190                            | 150                         | 150                            | 190                            | 245                                                          |
| au régime de (tr/min)                                | 1 500 à 4 000                | 4 200 à 6 000                  | 3 500 à 6 000               | 3 500 à 6 000                  | 3 500 à 4 000                  |                                                              |
| Couple maximal (N m)                                 | 250                          | 320                            | 250                         | 250                            | 400                            | 400                                                          |
| au régime de (tr/min)                                | 1 500 à 3 500                | 1 500 à 4 100                  | 1 500 à 3 250               | 1 500 à 3 250                  | 1 750 à 3 250                  |                                                              |
| Boîte de vitesses                                    | Manuelle 6 rapports          | Séquentielle 7 rapports (DSG7) | Manuelle 6 rapports         | Séquentielle 7 rapports (DSG7) | Séquentielle 7 rapports (DSG7) | Séquentielle 7 rapports (DSG7)                               |
| Transmission                                         | Traction                     | Intégrale 4Drive               | Traction                    | Intégrale 4Drive               | Intégrale 4Drive               | Intégrale 4Drive                                             |
| Vitesse maximale (en km/h)                           | 201                          | 211                            | 202                         | 198                            | 210                            |                                                              |
| 0-100 km/h (en s)                                    | 9,7                          | 8,0                            | 9,8                         | 9,8                            | 8,0                            | 7,4                                                          |
| Consommation (en L/100 km) urbain/extra-urbain/mixte | 7,9/5,4/6,3                  | 9,0/6,3/7,3                    | 5,8/4,7/4,9                 | 6,2/5,2/5,6                    | 6,4/5,1/5,6                    |                                                              |
| Émissions de CO2 (en g/km)                           | 139-145                      | 160                            | 124-128                     | 136-141                        | 132-144                        | 50                                                           |
| Masse à vide avec chauffeur (kg)                     | 1 599 [1 634]                | 1 713                          | 1 687 [1 735]               | 1 803 [1 837]                  | 1 816 [1 845]                  |                                                              |
| Capacité du réservoir (L)                            | 58                           | 58                             | 58                          | 58                             | 58                             |                                                              |
| Norme environnementale                               | Euro 6d-Temp                 | Euro 6d-Temp                   | Euro 6d-Temp                | Euro 6d-Temp                   | Euro 6d-Temp                   | Euro 6d-Temp                                                 |

[] : 7 places

## Finitions

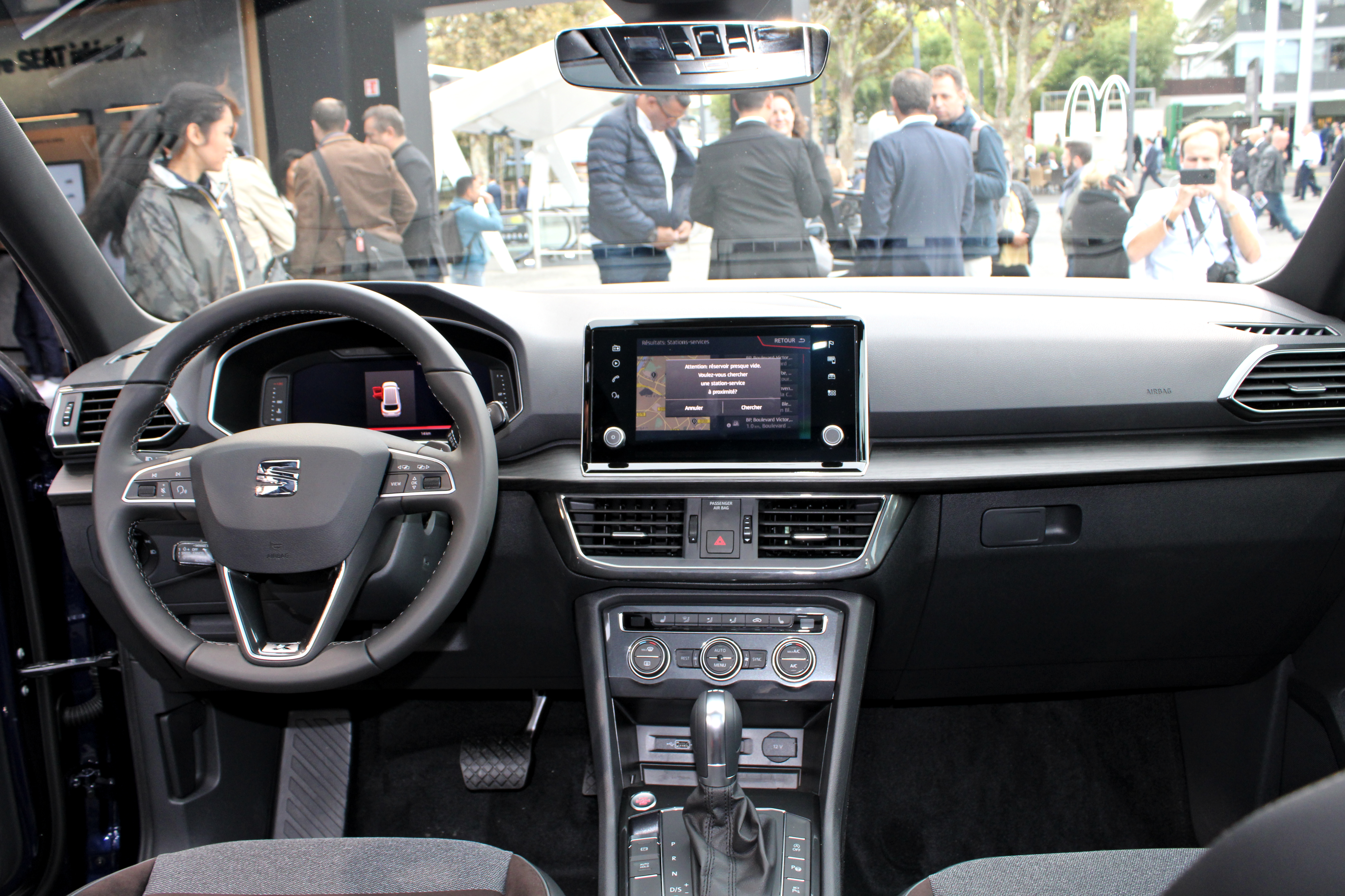
Planche de bord du Tarraco

Le Tarraco est disponible en 4 niveaux de finitions, dont un réservé à la clientèle professionnelle :
- Style
- Style Business (clientèle professionnelle)
- Xcellence
- FR

Et huit teintes de carrosserie :
- Gris Urano  (de série)
- Bleu Atlantique
- Gris Cristal
- Noir Intense
- Argent Reflex
- Rouge Nacré
- Blanc Perle
- Gris Caïman

## Séries spéciales
Deux séries spéciales sont proposées au lancement du Tarraco :
- Opening Edition (7 places) : Digital Cockpit 25 cm, Feux avant et arrière Full LED, Jantes 20", Toit ouvrant panoramique, Seat Drive Profile

- Xclusive Edition (5 places) : Digital Cockpit 25 cm, Feux avant et arrière Full LED, Full Link, Jantes 17", Système de navigation tactile 20 cm

Une autre série spéciale est proposée en 2021 :
- Urban (5 ou 7 places, basée sur la finition Style) : Accès et démarrage sans clé, Hayon électrique, Chargeur à induction, Park Assist, Beats Audio, Jantes alliage 18", Pack Drive Assist L

## Concept-car

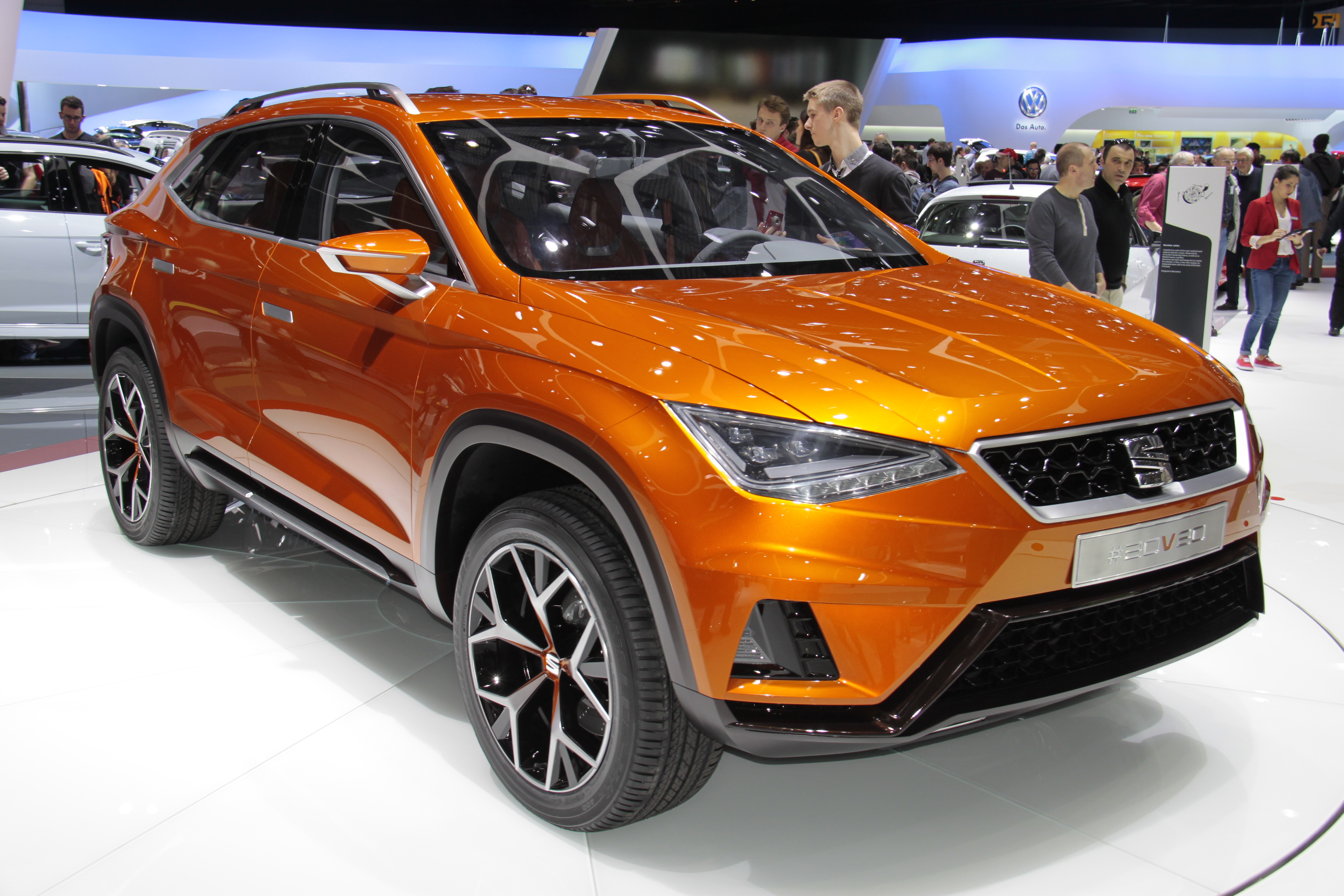
Seat 20V20 concept

Le Tarraco est préfiguré par le concept car de SUV nommé 20V20 (signifiant "vision veinte veinte") présenté au Salon international de l'automobile de Genève 2015.